# 데브 비라흐사우미

데브 비라흐사우미(Dev Virahsawmy 1942년 3월 16일~2023년 11월 7일)는 모리셔스의 정치인이자 극작가이다. 모리셔스 크리올의 문어화 작업을 추진하고 있다. 1966년부터 1967년까지 모리셔스의 사회주의 정당인 MMM의 리더였으며, 정치은퇴이후에는 극작가로 활동하고 있다. 아내는 여권운동가인 로가 비라흐사우미이다.